# Cirus fibratus
Círus fibrátus ali pérjast oblák je vrsta cirusnih oblakov.
Še predno se ti oblaki pojavijo, ugotovimo, da zračni tlak počasi, a nenehno pada in da se rahli veter (na tleh) obrača prek juga na zahod. Veter v višini je že prej pihal od zahoda z viharno močjo. To dokazujejo cirusi, ki jim ponekod pravjo veterna drevesa. Perjasti oblaki se pojavijo v višini med 6000 do 10000 m in pri temperaturi -40ºC. To so najvišji in popolnoma ledeni oblaki. Potujejo sto in več kilometrov pred toplo fronto napredujočega ciklonskega sistema in naznanjajo preobrat vremena v enem ali več dneh.